# Bo Nordby Tranholm
Bo Nordby Tranholm, tidligere Bo Nordby Andersen (født 22. marts 1979) i Aalborg er en dansk ishockeyspiller.
Han er kaptajn på AaB's ishockeyhold og desuden en del af Danmarks ishockeylandshold, hvorigennem han har deltaget i A-VM fire gange.
Tidligere klubber:
- Hvidovre IK
- Herning Blue Fox
- Gislaveds SK
- Odessa Jackalopes